# Бабий, Сорин
Сори́н Ба́бий (рум. Sorin Babii; род. 14 ноября 1963, Арад) — румынский стрелок, специализировавшийся в стрельбе из пневматического пистолета, малокалиберного произвольного пистолета и скорострельного малокалиберного пистолета. Олимпийский чемпион, участник шести Олимпиад. 80-кратный чемпион Румынии (по 37 раз в личном и командном первенстве, 6 раз среди юниоров), 29-кратный обладатель Кубка Румынии (21 раз в личном первенстве, 8 в командном). Офицер Министерства национальной обороны Румынии в звании подполковника (локотенент-колонел). Мастер спорта Румынии (1983), заслуженный мастер спорта Румынии (1986), офицер Национального ордена «За заслуги» (2000), ордена «За спортивные заслуги» 1 класса (2004). С 2010 года возглавляет Румынскую федерацию спортивной стрельбы.

## Карьера
Сорин Бабий родился в простой семье: отец работал на вагоностроительном заводе, мать — на Арадской текстильной фабрике. Окончил электротехническую школу в Араде и Национальную академию физического воспитания и спорта в Бухаресте
Начал карьеру в 1977 году под наставничеством Георге Чика, в клубе УТА (рум. Clubul Sportiv Uzinele Textile Arad), с 1982 года выступал за «Стяуа», с 2003 года параллельно за ясский «Омега Технотон» (рум. Clubul Sportiv Omega Tehnoton Iaşi). В 1980 году попал в сборную страны. После 8 месяцев тренировок установил национальный рекорд среди юниоров (571 очко). Спустя четыре года он стал третьим на молодёжном чемпионате Европы в стрельбе из пневматического пистолета и победителем в командном турнире. Два года спустя на таком же турнире румынский спортсмен завоевал две бронзовые медали в стрельбе из малокалиберного произвольного пистолета (в личном и командном первенстве).
В 1984 году Бабий впервые выступил на Олимпийских играх. Он соревновался только в стрельбе из пистолета и занял в этой дисциплине 11 место.
Олимпиада в Сеуле стала для румынского спортсмена крайне удачной. В стрельбе из пневматического пистолета он остановился в шаге от медали, а в стрельбе из стандартного пистолета он стал чемпионом, опередив на три очка легендарного шведа Рагнара Сканокера. С Игр в Барселоне Бабий также не вернулся без медали. Он стал третьим в стрельбе из пневматического пистолета, а в упражнении с пистолетом оказался на пятом месте.
В дальнейшем румынский стрелок принимал участие ещё в трёх Олимпиадах, но медалей на них не завоёвывал и даже не пробивался в финалы.
Завоевал 28 медалей (18 золотых, 8 серебряных и 2 бронзовых) на Балканских играх, 5 медалей (1 золотую, 2 серебряных, 2 бронзовых) на Спартакиадах дружественных армий.
В 2008 году Сорин Бабий закончил соревновательную карьеру и перешёл на тренерскую работу. Являлся главным тренером сборной Румынии по пулевой стрельбе. В числе его воспитанников Алин Молдовяну — чемпион лондонской Олимпиады в стрельбе из пневматической винтовки. Был членом бюро Президиума Румынской федерации спортивной стрельбы, а в 2010 году возглавил её.
Жена Сорина Люсия тоже стрелок, чемпионка страны в стрельбе из пистолета. У них двое детей (Андрея и Антонела).

## Выступления на Олимпийских играх
| Игры              | Пистолет, 50 метров | Пневматический пистолет, 10 метров |
| ----------------- | ------------------- | ---------------------------------- |
| Лос-Анджелес-1984 | 11                  | —                                  |
| Сеул-1988         | 1                   | 4                                  |
| Барселона-1992    | 5                   | 3                                  |
| Атланта-1996      | 20                  | 26                                 |
| Сидней-2000       | 9                   | 11                                 |
| Афины-2004        | 18                  | 13                                 |